# Münsing
Münsing – miejscowość i gmina w Niemczech, w kraju związkowym Bawaria, w rejencji Górna Bawaria, w regionie Oberland, w powiecie Bad Tölz-Wolfratshausen. Leży około 25 km na północny zachód od Bad Tölz, nad jeziorem Starnberger See, przy autostradzie A95.

## Dzielnice
- Münsing
- Holzhausen
- Reichenkam
- Degerndorf
- Ammerland
- Wimpasing
- Ambach
- St. Heinrich
- Weipertshausen

## Polityka
Wójtem gminy jest Michael Grasl, rada gminy składa się z 16 osób.
|      | SPD | WG | WG Holzhausen | Einigkeit Degerndorf | FW Großgemeinde | BL | WG Ammerland | Razem |
| 2008 | 1   | 4  | 2             | 2                    | 3               | 1  | 3            | 16    |
| 2002 | 1   | 4  | 3             | 2                    | 2               | 2  | 2            | 16    |